# Laura Ludwig
Laura Ludwig (Berlín Oriental, 13 de enero de 1986) es una deportista alemana que compitió en voleibol, en la modalidad de playa.
Participó en tres Juegos Olímpicos de Verano, obteniendo la medalla de oro en Río de Janeiro 2016 (haciendo pareja con Kira Walkenhorst), y el quinto lugar en Londres 2012 y el noveno en Pekín 2008.
Ganó una medalla de oro en el Campeonato Mundial de Vóley Playa de 2017 y nueve medallas en el Campeonato Europeo de Vóley Playa entre los años 2007 y 2016.

## Carrera

### Voleibol de salón
Comenzó a jugar voleibol de interiores en Köpenicker SC en 1994. En la temporada 2003/04, los lectores de la revista especializada Volleyball Magazin eligieron a Ludwig como la debutante del año. En la temporada 2004/05, estuvo en las tres finales (Campeonato de Alemania, Copa de Alemania y Copa de Europa) con el Bayer Leverkusen y su compañera de playa Sara Goller. En 2009 y 2010 ayudó en la segunda Bundesliga durante algunos partidos en el VfL Oythe.

### Voleibol de playa

#### 1999 a 2008

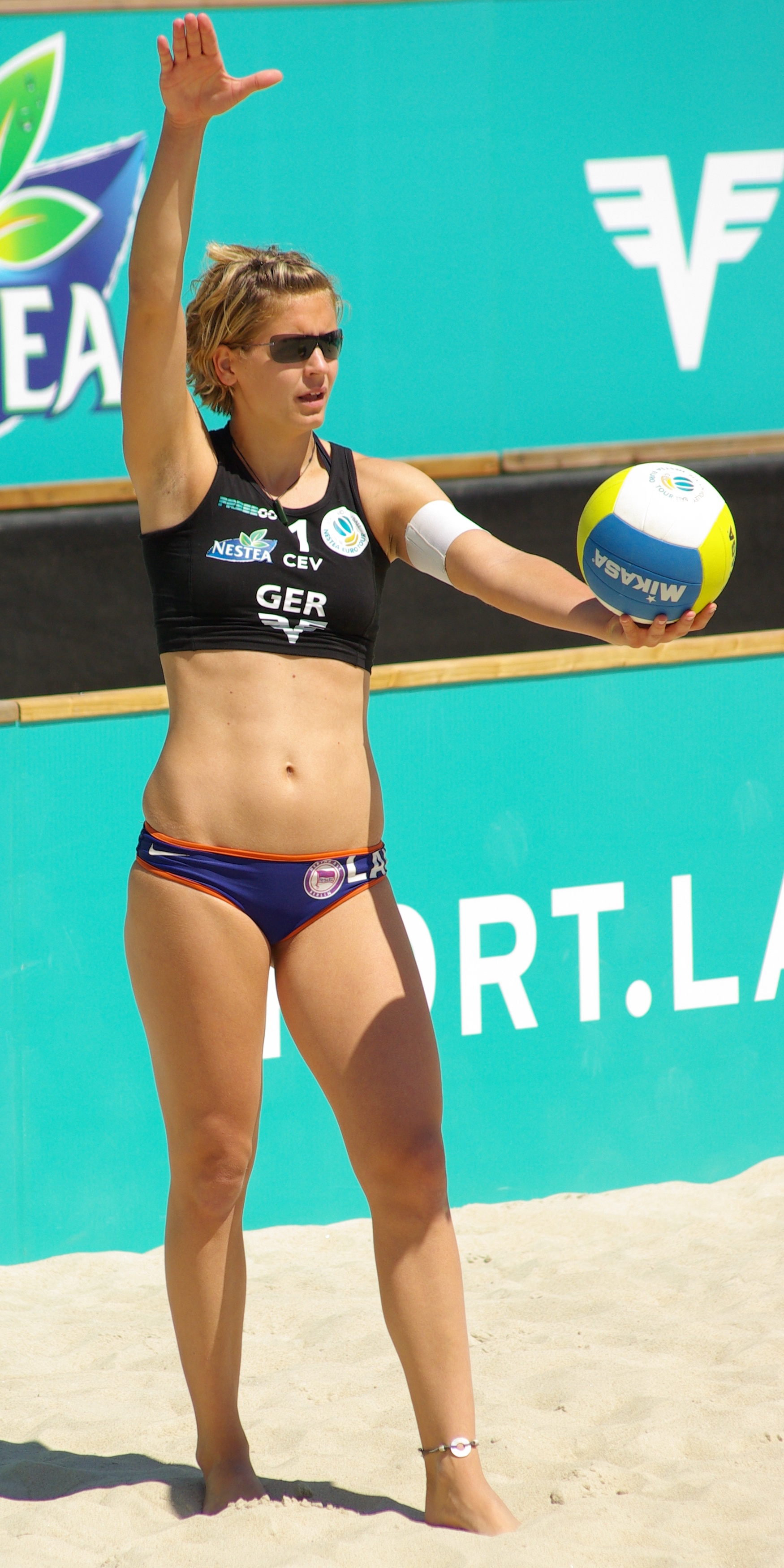
Ludwig en los Másters de Austria 2008.

Ha sido jugadora de voleibol de playa desde 1999. Al principio jugó con Pauline Bergner y con Jana Köhler, con quien se proclamó Campeona del Mundo y de Europa en la categoría Sub-18 en 2003. El 15 de mayo de 2004, fundó un nuevo dúo con Sara Goller, que se comercializó bajo el nombre de gollerplusludwig y ha estado en una relación desde noviembre de 2005 perteneciendo al Hertha Berlín. Los jugadores dirigidos por Olaf Kortmann celebraron su primer éxito conjunto con el tercer puesto en el Campeonato de Europa Sub-23 de 2004 en Brno. La primera participación en los grandes Campeonatos de Europa en Timmendorfer Strand terminó con el puesto 25. En agosto de 2004, su carrera de estuvo en peligro cuando sufrió un derrame cerebral mientras entrenaba. En el siguiente Campeonato de Europa Junior en 2005 en Mysłowice, Goller/Ludwig ganó la plata. En el mismo año, las mujeres, que habían sido ascendidas al dúo nacional, quedaron en tercer lugar en el campeonato alemán y participaron en un campeonato mundial en Berlín por primera vez, terminando en el puesto 17.º lugar ocupado.
En 2006 finalmente se establecieron en la élite alemana. Ganaron el Campeonato Europeo Sub-23 en St. Pölten, compitieron en el World Tour donde terminaron quintas en Acapulco, y terminaron cuartas en el Campeonato Europeo en La Haya. En la final contra Rieke Brink-Abeler y Hella Jurich ganaron el campeonato alemán. Al año siguiente continuaron su ascenso. En el Campeonato Mundial de Gstaad solo pudieron llegar al puesto 17.º, pero en la Eurocopa de Valencia llegaron a la final. También ganaron la medalla de plata en Espinho y la medalla de bronce en Klagenfurt en los torneos del Circuito Mundial FIVB, terminaron cuartos en Stavanger y quintos en Marsella. Laura Ludwig fue galardonada como la «Jugadora con mayor progreso del año» por la FIVB en 2007. Goller/Ludwig defendieron su título nacional en la final contra Helke Claasen y Antje Röder este año. Las dos residentes de Hamburgo lograron el mayor éxito de sus carreras al ganar el Campeonato Europeo de Vóley Playa de 2008 en su actual lugar de residencia. Poco antes, ya habían asegurado la clasificación para los Juegos Olímpicos de Beijing. Allí quedaron eliminadas en octavos de final tras una derrota en tres sets ante las austriacas Doris y Stefanie Schwaiger. En el campeonato alemán de 2008, ganaron el título nacional por tercera vez consecutiva.

### 2009 a 2012
2009 fue el año de los terceros puestos para Ludwig y Goller. Hubo medallas de bronce en los torneos de la FIVB en Brasilia, Moscú y Marsella y en el campeonato alemán en el Ahmann-Hager Arena. También hubo un cuarto lugar en Shanghái y tres quintos lugares en los torneos de la FIVB. En el Campeonato Europeo, Goller y Ludwig ganaron la medalla de plata. Este año, Ludwig reemplazó a su compañera como Jugadora de Voleibol de Playa del Año.
Los dos atletas del Hertha Berlín comenzaron el año con éxito. En el Abierto de Brasilia, primero derrotaron a la campeona olímpica Misty May-Treanor con su nueva pareja Nicole Branagh, y luego derrotaron al dúo brasileño Larissa/Juliana. En la final, sin embargo, Ludwig/Goller sufrieron una derrota ante las dos brasileñas, como lo habían hecho en el torneo de Portugal en 2007, y por lo tanto tuvieron que posponer celebrar su primera victoria en el Circuito FIVB. Mientras en Shanghái solo estuvieron entre las 25 clasificadas, llegaron nuevamente a la final en Roma, pero cayeron ante las entonces campeonas mundiales April Ross y Jennifer Kessy. En los siguientes torneos en Seúl y Moscú, Goller/Ludwig también fueron derrotadas por las dos estadounidenses y cada una obtuvo el quinto lugar. En Gstaad llegaron a la final por tercera vez esta temporada, pero perdieron por tercera vez, esta vez como en Brasilia contra las cabezas de serie brasileñas Larissa y Juliana. Después de un quinto lugar en Marsella, Ludwig/Goller lograron una posición de medalla en Klagenfurt por cuarta vez en 2010. En el partido por el tercer puesto derrotaron a las austriacas Barbara Hansel y Sara Montagnoli, sobre las que habían fallado en Marsella en la lucha por el pase a semifinales. Después de un noveno puesto en el torneo de la FIVB en Polonia, ganaron su segundo Campeonato Europeo. En la final derrotaron a sus compatriotas Katrin Holtwick e Ilka Semmler. Luego, Ludwig fue elegida Jugadora de Voleibol de Playa del Año por segunda vez consecutiva. En el siguiente torneo de la FIVB en Sanya, ella y su pareja llegaron nuevamente a la final después de las victorias sobre Kessy/Ross y la campeona olímpica y campeona mundial Kerri Walsh y Nicole Branagh, que perdieron contra las chinas Xue Chen y Zhang Xi. En el último torneo del año en Tailandia, el equipo de Hamburgo ocupó el quinto lugar después de tres victorias y dos derrotas.

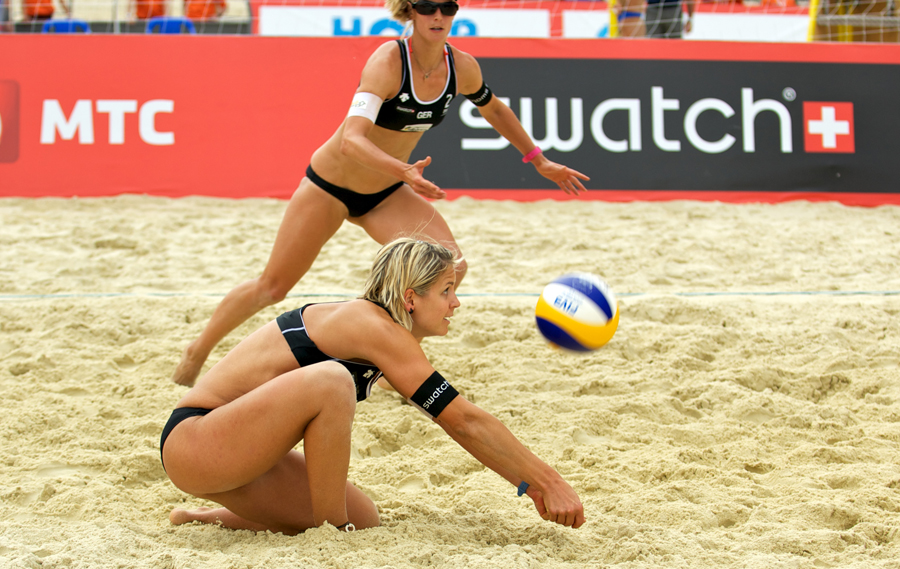
Ludwig en el Grand Slam de Moscú 2012.

En el Campeonato Europeo de Vóley Playa de 2011 en Kristiansand, Goller/Ludwig ganó la medalla de bronce. Después de eso, Laura Ludwig fue elegida Jugadora de Voleibol de Playa del Año por tercera vez consecutiva. En el campeonato alemán ganó el título nacional por cuarta vez con Sara Goller. Las dos alemanas no tuvieron tanto éxito como el año pasado en el Circuito Mundial FIVB. Además de una medalla de plata en Stavanger, lograron otras cuatro ubicaciones entre los ocho mejores equipos. Ludwig/Goller terminó cuarto en el Myslowice Open, cuarto en Brasilia y Moscú y séptimo en Åland. En el Campeonato Mundial de Roma, perdieron ante May-Treanor/Walsh en los octavos de final. Al final de la gira por la playa, Ludwig fue premiada como «Mejor Jugadora Ofensiva» del año.
En el World Tour, el equipo Goller/Ludwig terminó quinto en Brasilia y Beijing y noveno en Shanghái, Moscú, Gstaad, Berlín y Klagenfurt. En Roma sólo fueron detenidas en la final por las suizas Kuhn/Zumkehr. En el Campeonato de Europa de Scheveningen terminaron noveno. Luego ganaron el torneo nacional Smart Beach Tour en Norderney. En los Juegos Olímpicos de Londres, alcanzó el segundo lugar en la fase de grupos y así se clasificó para los octavos de final. Allí se encontraron con la segunda dupla alemana Holtwick/Semmler, a la que derrotaron por 2-0. Sin embargo, luego perdieron en cuartos de final ante el equipo brasileño Larissa/Juliana con 0:2 y terminaron quintos. Después de eso, Ludwig fue elegida Jugadora de Voleibol de Playa del Año por cuarta vez consecutiva. En el Campeonato Alemán, Goller/Ludwig fueron eliminadas temprano después de dos derrotas y terminaron el torneo en el séptimo lugar. En septiembre de 2012, Goller renunció.

### 2013 a 2016
Hizo equipo con Kira Walkenhorst del Hamburgo S.V.. en 2013. En el primer torneo de 2013, el campeonato de la CEV Satellite de Antalya, Ludwig/Walkenhorst llegaron a la final, que perdieron 2-0 ante van Gestel/Meppelink de Países Bajos. Tras no poder disputar el primer torneo de la gira mundial en Fuzhou por una lesión de Walkenhorst, terminaron quintas en Shanghái. En La Haya terminaron noveno. En el Campeonato Mundial en Stare Jabłonki, Ludwig/Walkenhorst alcanzaron los cuartos de final, donde fueron eliminados contra el equipo chino Xue/Zhang Xi y terminaron quintos. En el Campeonato de Europa de Klagenfurt obtuvieron el tercer lugar. Hacia el final de la temporada, Ludwig/Walkenhorst terminaron segundos en los Grand Slams de Moscú y São Paulo. En el Smart Beach Tour alemán consiguieron terceros puestos en Norderney, Hamburgo y Münster. En agosto, fue elegida Jugador de Voleibol de Playa del Año de Alemania por quinto año consecutivo, y finalmente se convirtió en Campeón de Alemania con Walkenhorst.
Al comienzo de la temporada en Fuzhou, Ludwig/Walkenhorst terminaron novenos. En el primer Grand Slam de la temporada en Shanghái, el equipo venció en la final a las chinas Wang Fan/Yue Yuan y logró así la primera victoria de un equipo alemán en un Grand Slam. En el Campeonato de Europa en Quartu Sant'Elena, Ludwig/Walkenhorst volvió a ganar la medalla de bronce. Debido a que Walkenhorst enfermó de mononucleosis, la compañera de Ludwig tuvo que terminar la temporada a principios de julio. Ludwig jugó los otros torneos del año con Julia Sude, con quien terminó segunda en el Grand Slam de Stare Jabłonki  En agosto, Ludwig fue elegida Jugador de Voleibol de Playa del Año por sexta vez consecutiva. En el campeonato alemán, Ludwig/Sude perdió en la final contra Borger/Büthe.

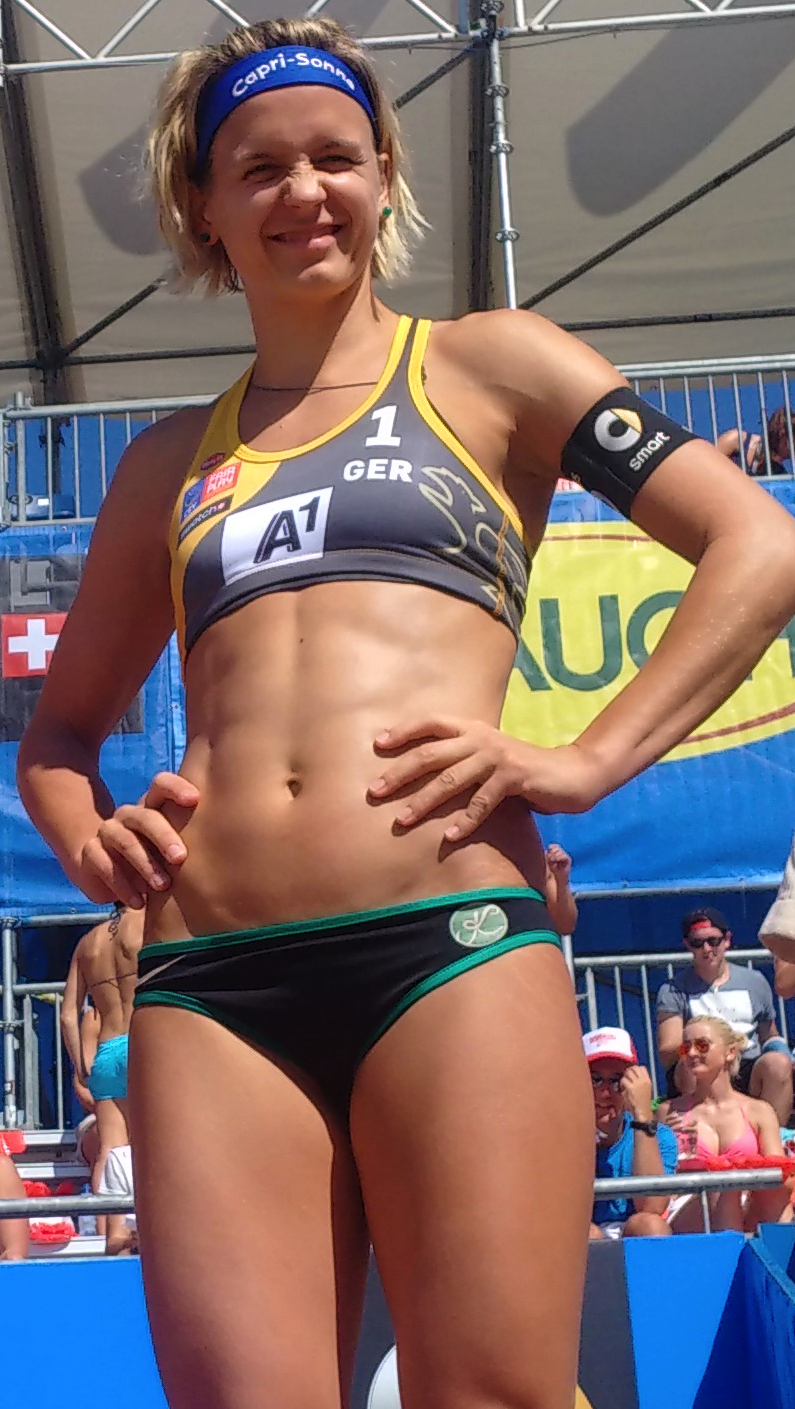
En el Campeonato de Europa de Klagenfurt 2015.

En la temporada 2015, volvió a jugar con Walkenhorst. En el Grand Slam de Moscú y en el torneo Major Series de Poreč, el dúo terminó en el puesto 17. Sitio. En Stavanger, Ludwig/Walkenhorst se perdieron una medalla cuando quedaron cuartas y terminaron quintas en el Grand Slam de San Petersburgo. En el Campeonato Mundial en los Países Bajos, avanzaron a la ronda de KO después de una derrota por desempate ante el dúo Dubovcová/Nestarcová. Allí, sin embargo, tuvieron que admitir la derrota ante las rusas Ukólova/Bírlowa y terminaron el torneo en el puesto 17.º. En el posterior torneo Major Series en Gstaad, volvieron a quedar quintas entre los diez primeros equipos. En el Grand Slam de Yokohama, ganaron la final contra las nuevas campeonas mundiales Bárbara Seixas y Ágatha Bednarczuk. Una semana después se proclamaron campeones de Europa en la final contra Ukólova/Bírlowa en Klagenfurt . En agosto, Ludwig fue elegido Jugador de Voleibol de Playa del Año por séptima vez consecutiva. En el Grand Slam de Long Beach, Ludwig/Walkenhorst ocuparon el tercer lugar, mientras que en Olsztyn solo quedaron novenos. En el campeonato alemán consiguieron su segundo título conjunto en la final ante Teresa Mersmann e Isabel Schneider, para Ludwig ya era la sexta victoria. A principios de octubre, Ludwig/Walkenhorst perdieron ante el dúo brasileño Larissa/Talita en la final del torneo de voleibol de playa de $ 100 000 en Fort Lauderdale ("World Tour Final"). Una semana después, en otra final germano-brasileña, ganaron el Abierto de Puerto Vallarta ante Eduarda Santos Lisboa y Elize Maia.
En mayo de 2016, Ludwig/Walkenhorst ganaron el torneo Open en Antalya. En el Campeonato de Europa de Biel a principios de junio, volvieron a ser campeones de Europa al vencer en la final a las checas Markéta Sluková y Barbora Hermannová. Ludwig ganó su cuarta medalla de oro en los Campeonatos de Europa. Una semana después, Ludwig/Walkenhorst ganaron el gran torneo de Hamburgo tras dos victorias por 2-1 sobre Ross/ Walsh en las semifinales y contra Bednarczuk/Seixas en la final. Al ganar el torneo en el posterior Grand Slam en Olsztyn, Ludwig/Walkenhorst subieron al primer lugar en el ranking mundial. En el Poreč Major perdieron en el duelo alemán por el tercer puesto contra Borger/Büthe. En Gstaad lograron el tercer puesto. En el gran torneo de Klagenfurt, lograron su quinta victoria en el torneo en el World Tour actual.

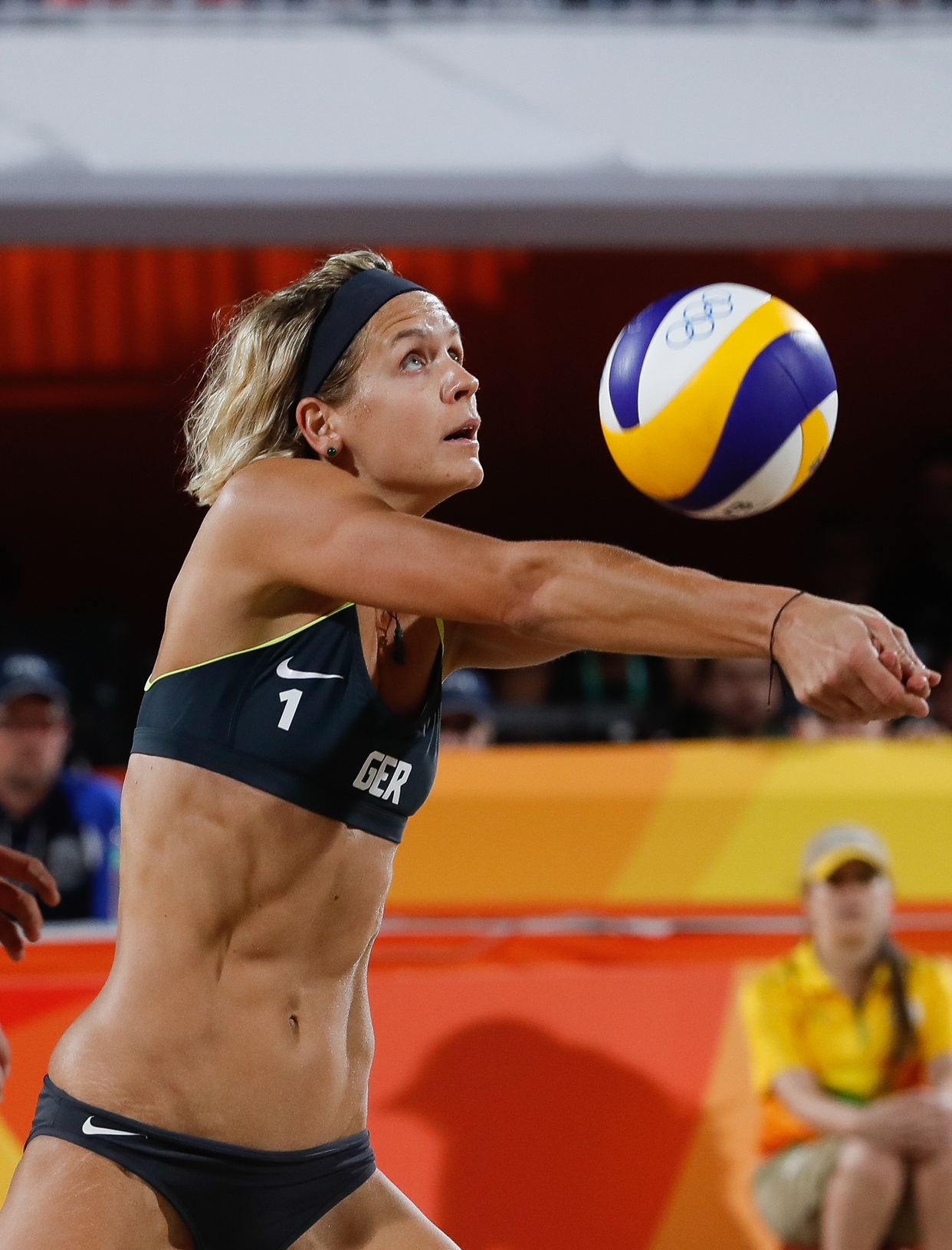
Ludwig durante la final de voleibol de playa en los Juegos Olímpicos de Río de Janeiro 2016.

Como el segundo mejor equipo en el ranking olímpico, Ludwig/Walkenhorst clasificaron para los Juegos Olímpicos de Río de Janeiro 2016. Allí llegaron a octavos de final como campeones de grupo y luego derrotaron a las suizas Forrer/Vergé-Dépré y a las canadienses Pavan/Bansley sin perder un set. Con otro 2:0 contra las brasileñas Larissa/Talita llegaron a la final. Allí derrotaron a la segunda dupla brasileña Ágatha Bednarczuk y Bárbara Seixas también por 2-0 y se proclamaron campeonas olímpicas; fue la primera medalla para un equipo femenino europeo.

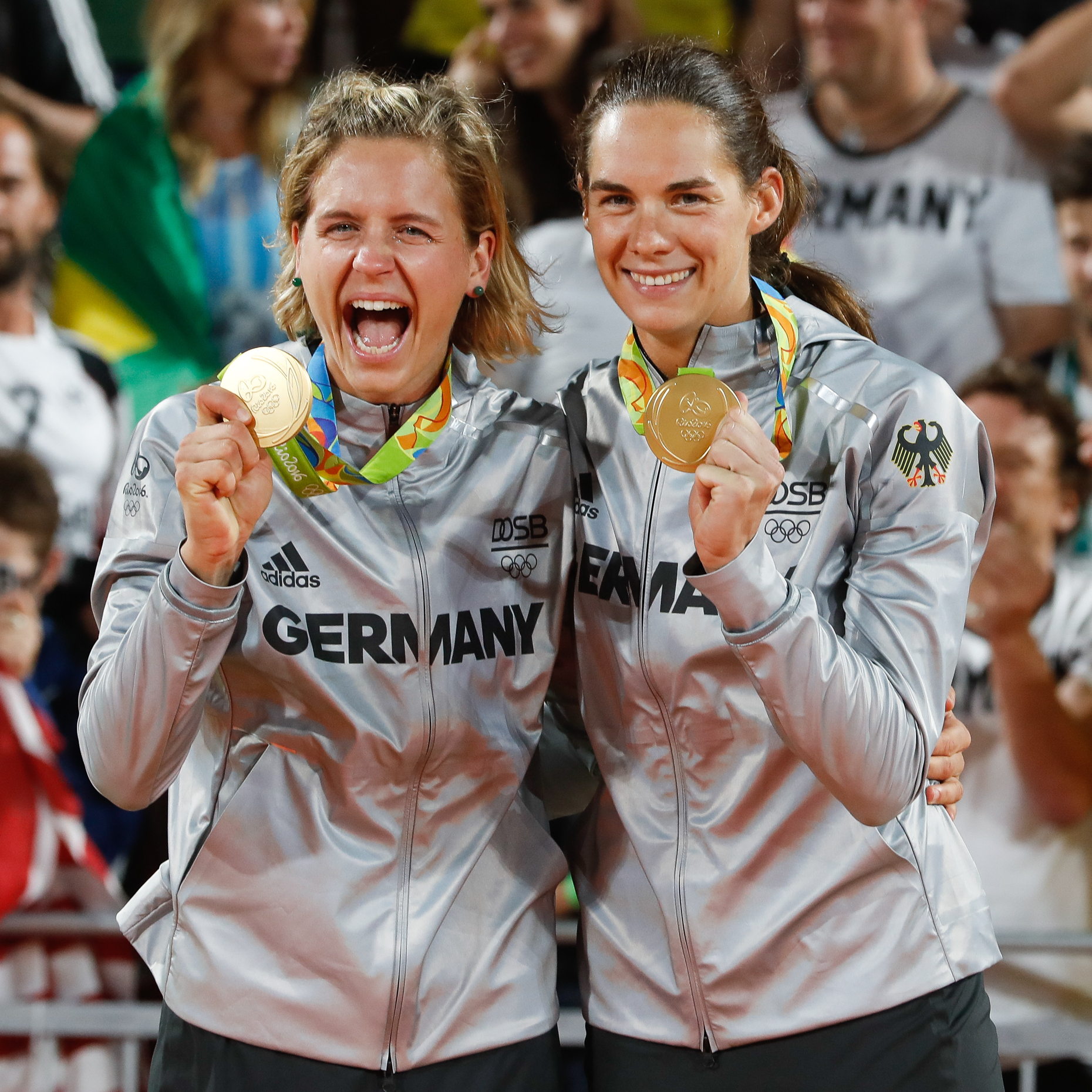
Ludwig (izquierda) y Kira Walkenhorst durante la ceremonia de premiación en los Juegos Olímpicos de 2016 en Río de Janeiro.

Luego, Ludwig/Walkenhorst fueron votadas como las jugadoras de voleibol de playa del año. Ludwig fue la jugadora alemana femenina más exitosa con ocho premios. En la final del campeonato alemán, Ludwig/Walkenhorst vencieron a Laboureur/ Sude y defendieron con éxito su título. En el final de temporada de la FIVB en Toronto, Ludwig/Walkenhorst ganaron la final contra las suizas Zumkehr/Heidrich 2:0.

### 2017
Tras una operación de hombro, tuvo que tomarse un descanso en los primeros meses de la temporada. Por lo tanto, su compañera Kira Walkenhorst compitió con Julia Großner en el Circuito Mundial FIVB en Fort Lauderdale en febrero. Durante su regreso a principios de mayo, logró ganar el torneo en la Smart Super Cup en Münster junto a Walkenhorst. En el torneo de cuatro estrellas del World Tour 2017 en Río de Janeiro a fines de mayo, Ludwig/Walkenhorst lograron el quinto lugar luego de tres victorias y una derrota por 2-0 en cuartos de final ante los canadienses Humana-Paredes/Pavan. Terminó los torneos de tres estrellas en Moscú y La Haya en el noveno lugar. En el gran torneo de Poreč, Ludwig compitió con Margareta Kozuch y también fue novena. Ludwig/Walkenhorst terminaron la Presidents Cup en Long Beach en cuarto lugar. En el Campeonato Mundial de Viena, ingresaron a la etapa eliminatoria como ganadores de grupo, derrotando a un dúo chino y dos estadounidenses antes de derrotar a Larissa/Talita de Brasil en una repetición de las semifinales olímpicas. Con una victoria de 2:1 en la final contra el dúo estadounidense Ross/Fendrick, se convirtieron en las primeras mujeres alemanas en convertirse en campeonas del mundo. En el Campeonato de Europa en Jūrmala, Ludwig/Walkenhorst perdieron ante los eventuales campeones europeos Glenzke/Großner en los cuartos de final y terminaron quintos. En el final de temporada de la FIVB en Hamburgo, Ludwig/Walkenhorst ganaron la final contra las brasileñas Ágatha/Duda 2:1. Luego, Ludwig fue elegida Jugadora de Voleibol de Playa del Año por novena vez consecutiva. En los campeonatos alemanes perdieron ante Borger/Kozuch y luego contra las subcampeonas Gernert/Zautys y terminaron el torneo en quinto lugar.

### 2018 a 2021
El 28 de junio, dio a luz a su primer hijo, Teo Johnston. El padre es el entrenador escocés de voleibol de playa Imornefe Bowes.
En 2019, comenzó la temporada junto a Kozuch, ya que su compañera de equipo Walkenhorst se tomó un descanso tras el nacimiento de sus trillizos. Después de resultados mixtos, Kozuch/Ludwig se convirtieron en subcampeonas de Alemania al final de la temporada 2019 y ganaron la final del World Tour en Roma. Además, Ludwig se convirtió en la jugadora de voleibol de playa del año de Alemania por décima vez. En 2020, Kozuch/Ludwig volvieron a estar en la final del campeonato alemán, que perdieron ante Sandra Ittlinger y Chantal Laboureur. En la ceremonia inaugural de los Juegos Olímpicos de Tokio, Ludwig estuvo presente en la entrada de las naciones el día 23 de julio de 2021 junto con Patrick Hausding el portador de la bandera de la República Federal de Alemania. En el torneo olímpico de voleibol de playa, Kozuch/Ludwig llegaron a los octavos de final como segundos de su grupo de la ronda preliminar, en la que vencieron a las brasileñas Ágatha/Duda. En los cuartos de final, el dúo alemán fue eliminado por los eventuales campeones olímpicos de los Estados Unidos, Ross y Klineman. En agosto ganó el torneo internacional King of the Court en Hamburgo con la suiza Anouk Vergé-Dépré. Luego se convirtió en la jugadora de voleibol de playa del año de Alemania por undécima vez. En el campeonato alemán en septiembre, compitió con Leonie Körtzinger y terminó quinta.

### Desde 2022
Debido a su segundo embarazo, dejó de jugar en el verano de 2022. Su segundo hijo, Lenny Matthias, nació el 16 de mayo de 2022. El 1 de mayo del 2022 se casó con su pareja de mucho tiempo, Imornefe "Morph" Bowes. Laura Ludwig volverá a estar activa internacionalmente a partir de noviembre de 2022 y comenzará a clasificarse para los Juegos Olímpicos de París 2024 con Louisa Lippmann.

## Estilo de juego
Se caracteriza por un juego de ataque versátil, excelente técnica y muy buena visión general del juego. Entre otras cosas, sus oponentes la temen por su llamado «láser», con el que devuelve un balón defensivo directamente al campo contrario.

## Palmarés internacional
| Juegos Olímpicos   | Juegos Olímpicos            | Juegos Olímpicos  | Juegos Olímpicos |
| Año                | Lugar                       | Medalla           | Pareja           |
| ------------------ | --------------------------- | ----------------- | ---------------- |
| 2016               | Río de Janeiro ( Brasil)    | Medalla de oro    | Kira Walkenhorst |
| Campeonato Mundial |                             |                   |                  |
| Año                | Lugar                       | Medalla           | Pareja           |
| 2017               | Viena ( Austria)            | Medalla de oro    | Kira Walkenhorst |
| Campeonato Europeo |                             |                   |                  |
| Año                | Lugar                       | Medalla           | Pareja           |
| 2007               | Valencia ( España)          | Medalla de plata  | Sara Goller      |
| 2008               | Hamburgo ( Alemania)        | Medalla de oro    | Sara Goller      |
| 2009               | Sochi ( Rusia)              | Medalla de plata  | Sara Goller      |
| 2010               | Berlín ( Alemania)          | Medalla de oro    | Sara Goller      |
| 2011               | Kristiansand ( Noruega)     | Medalla de bronce | Sara Goller      |
| 2013               | Klagenfurt ( Austria)       | Medalla de bronce | Kira Walkenhorst |
| 2014               | Quartu Sant'Elena ( Italia) | Medalla de bronce | Kira Walkenhorst |
| 2015               | Klagenfurt ( Austria)       | Medalla de oro    | Kira Walkenhorst |
| 2016               | Biel/Bienne ( Suiza)        | Medalla de oro    | Kira Walkenhorst |
| 2023               | Viena ( Austria)            | Medalla de bronce | Louisa Lippmann  |